# Avardo

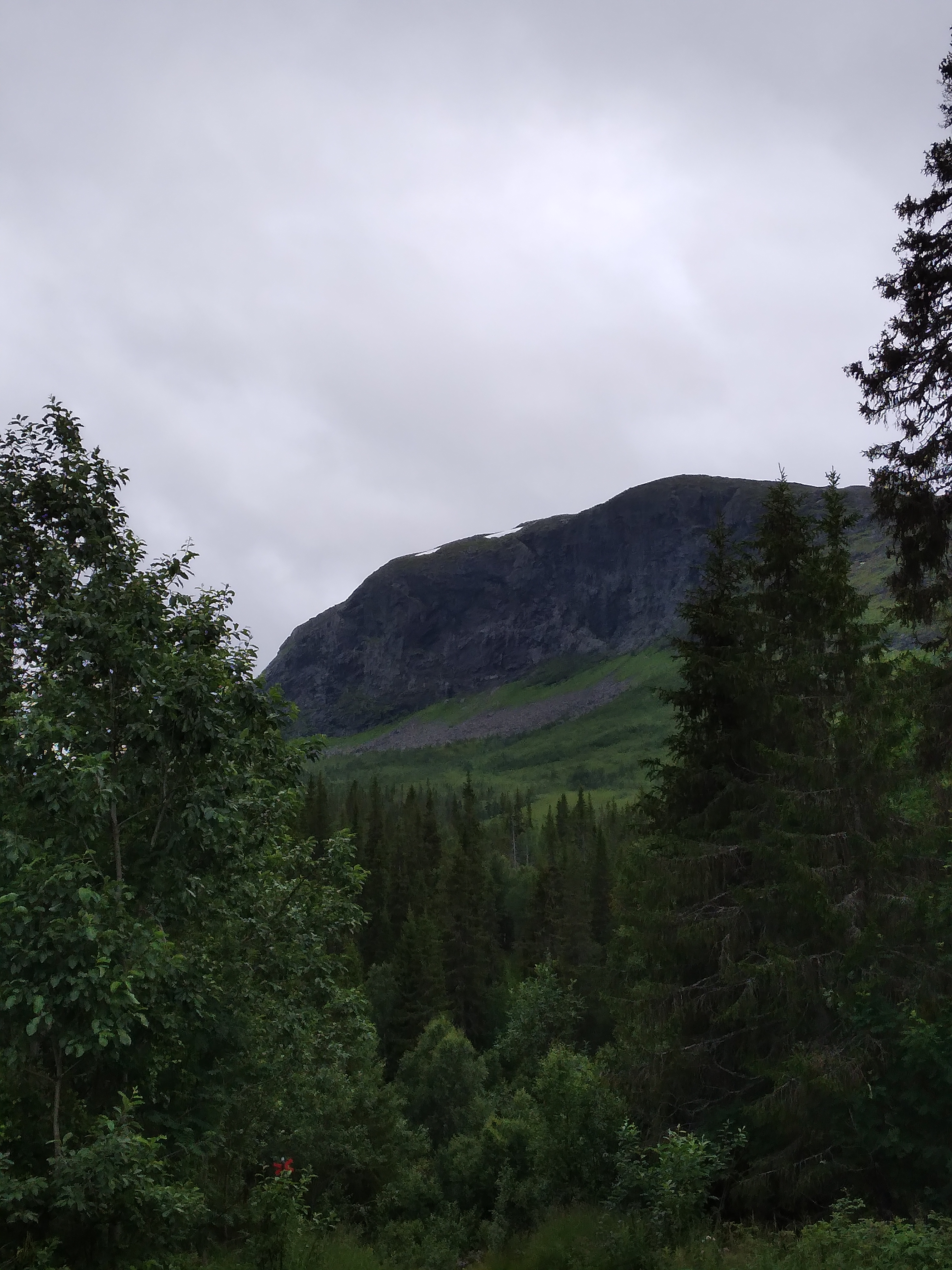
Avardo sett från Väktarmon

Avardo (sydsamisk stavning Aavaartoe) är ett fjäll i Frostvikens socken, Strömsunds kommun, Jämtlands län. Fjället har tre toppar (Aavaartoe, Mårdafjället och Åarjel Aavaartoe (Södra Avardo), vilka har en höjd på 966, 817 respektive 870 möh. Det sydsamiska namnet Aavaartoe betyder ”fjället som tidigt får barfläckar på våren”. Fjället är en del av västra Väktardalen, och är ett fjäll som kan ses från många andra fjäll i trakten. Väktarmon är en rekommenderad utgångspunkt för vandring upp på Avardo, och därifrån är det ca 5 timmars vandring.